# St.-Nikolai-Kirche (Betygala)

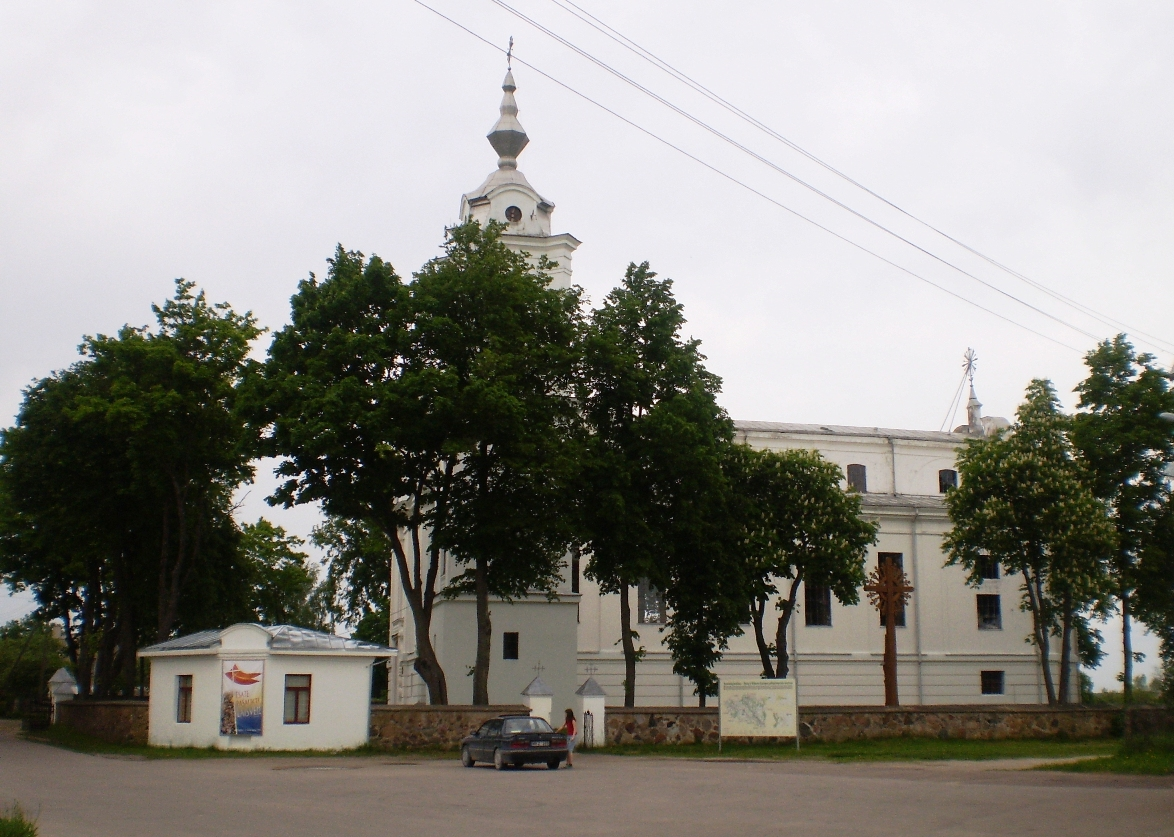

St.-Nikolai-Kirche Betygala (lit. Betygalos Šv. Mikalojaus bažnyčia) ist eine römisch-katholische Neubarock-Kirche in Betygala,  in der Rajongemeinde Raseiniai, 16 km östlich von Raseiniai in Litauen. 

## Geschichte
1416 wurde die erste hölzerne Kirche gebaut. 1505 wurde das Städtchen Betygala der Pfarrgemeinde geschenkt. Žygimantas Senasis erlaubte 1516 dem Pfarrer, 5 Kneipen zu bauen und zu betreiben. 1579 gab es eine Gemeindeschule. 
1841 lebten hier drei Priester. 1851 wurde eine neue hölzerne Kirche gebaut. 
Von 1925 bis 1930 erbaute man eine Kirche aus Stein. Der Architekt war Vladimiras Dubeneckis. 1932 wurde sie von Erzbischof Juozapas Skvireckas geweiht.